# Архів Сеника
Архів Сеника — комплекс документів Організації Українських Націоналістів, що був використаний на Варшавському судовому процесі 1935–1936 рр. над Крайовим Провідником Степаном Бандерою і його спільниками щодо вбивства міністра внутрішніх справ Польщі Броніслава Пєрацького. Назва архіву походить від прізвища провідного діяча ОУН, члена Проводу Українських Націоналістів (ПУНу) Омеляна Сеника, чиї документи становили невизначену за обсягом частину цього комплексу матеріалів.
«Архів Сеника» належить до історичних фактів, які через свій зв'язок із діяльністю розвідок різних держав та нелегальних організацій завжди викликали підвищене зацікавлення та велику кількість різноманітних гіпотез, здогадів та вигадок. Через те, що документи Організації Українських Націоналістів, організації підпільної, потрапили до рук польських силових структур і стали серйозним джерелом інформації, ОУН зазнала великих утрат серед членів та суттєвих структурних порушень.